# Сельское поселение Салым
Се́льское поселе́ние Салым — муниципальное образование в Нефтеюганском районе Ханты-Мансийского автономного округа Российской Федерации.
Административный центр — посёлок Салым.

## История
Статус и границы сельского поселения установлены Законом Ханты-Мансийского автономного округа - Югры от 25 ноября 2004 года № 63-оз «О статусе и границах муниципальных образований Ханты-Мансийского автономного округа - Югры»

## Население
| 2010  | 2012  | 2013  | 2014  | 2015  | 2016  | 2017  |
| ----- | ----- | ----- | ----- | ----- | ----- | ----- |
| 7017  | ↗7068 | ↗7178 | ↗7210 | ↗7348 | ↗7411 | ↘7410 |
| 2018  | 2019  | 2020  | 2021  |       |       |       |
| ↘7403 | ↘7270 | ↗7275 | ↗7989 |       |       |       |

## Состав сельского поселения
| № | Населённый пункт | Тип населённого пункта          | Население |
| - | ---------------- | ------------------------------- | --------- |
| 1 | Салым            | посёлок, административный центр | ↗7719     |
| 2 | Сивысь-Ях        | посёлок                         | ↘270      |

На территории поселения находится также посёлок КС-6, не имеющий официального статуса административно-территориальной единицы.
Услуги: Сервис заказа такси "Максим"   телефон 8-932-248-88-88